# 9 × 19 mm Parabellum
El 9 × 19 mm Parabellum (abreviado como 9 mm, 9×19 mm o 9×19) es un cartucho para pistolas, subfusiles y carabinas diseñado por Georg Luger e introducido en 1902 para su pistola semiautomática Parabellum. Por esta razón, es designado como 9 mm Luger/9 mm Luger +P por SAAMI y como 9 mm Luger por la C.I.P. (diferenciándolo de los cartuchos 9 mm Makarov y 9 mm Browning). La OTAN lo adoptó bajo la norma STANAG 4090, como cartucho estándar para las fuerzas armadas. Fue utilizado por las fuerzas armadas alemanas en la Primera Guerra Mundial y en la Segunda Guerra Mundial con las pistolas Luger P08, Walther P38 y Astra 600, así como el subfusil MP40. Desde el conflicto se ha convertido en uno de los cartuchos más usados en Occidente. Recibe su nombre de la famosa máxima latina Si vis pacem, para bellum («Si quieres la paz, prepárate para la guerra»). Añadir como dato histórico que «Parabellum» era la dirección telegráfica de la factoría DWM y posiblemente este cartucho recibió tal denominación por tal motivo.

## Desarrollo
Después de la Primera Guerra Mundial, varios modelos de pistola que usaban el calibre 9 mm Parabellum fueron adoptados por diversos países y después de la Segunda Guerra Mundial el empleo de este calibre se amplió más rápidamente. Para seguir utilizando plomo en las balas durante la Segunda Guerra Mundial, el corazón de plomo fue sustituido en Alemania por otro de hierro encamisado con plomo. Esta bala negra era parda y se designó «08mE». Otra versión de la Segunda Guerra Mundial es la bala «08SE» de camisa gris oscura, creada de hierro comprimido a altas temperaturas en un material sólido llamado Sintereisen o sintered iron (hierro sinterizado). Una versión especial de la bala denominada «X» o con vaina verde de 9,7 g y FMJ con velocidad subsónica fue producida por los alemanes para pistolas con silenciador durante la Segunda Guerra Mundial. Otros países también diseñaron versiones de balas pesadas y subsónicas para silenciadores.
El calibre 9 mm Parabellum ha sido manufacturado por o para más de 70 países, y actualmente es el calibre estándar para pistolas, especialmente de la OTAN y otros ejércitos del mundo. Después de la Segunda Guerra Mundial, el peso común de la bala es de 8 g para aumentar la puntería de la munición. Todavía se venden cartuchos con balas de 9,5 g. No perfora chalecos antibalas, a no ser que se trate de munición perforante especial rusa, como la 9N21 o la 9N31.

## Características y prestaciones
El calibre 9 mm Parabellum combina una trayectoria plana con moderado impulso de disparo y suficiente poder de parada. Las principales ventajas son su pequeño tamaño y menor uso de recursos para manufacturarlo. Las principales desventajas son la tendencia de las balas no expansivas a sobrepenetrar, produciendo una herida de pequeña cavidad.
Es un calibre adecuado para la pistola de cacería. Debido a su bajo costo, fácil manufactura y efectividad en muchas circunstancias, se volvió el calibre más utilizado en el mundo para pistola. En los Estados Unidos es un calibre popular entre los civiles para la autodefensa y práctica de tiro por su bajo costo, el moderado impulso del disparo y la enorme variedad de modelos de pistola disponibles para este calibre. 
Los policías, a excepción de los argentinos, utilizan una versión con sobrepresión (+P) y balas de punta hueca (JHP) que aumenta el poder de parada. El calibre 9 mm Luger fue muy popular para uso policiaco en los años 1980 y años 1990, pero se ha ido sustituyendo por el calibre .40 S&W en razón de sus bajos resultados en tiroteos. Existe una controversia interminable en los Estados Unidos y otros países sobre si el 9 mm Parabellum es o no apropiado para la autodefensa y la Policía.[cita requerida]

### Diseño

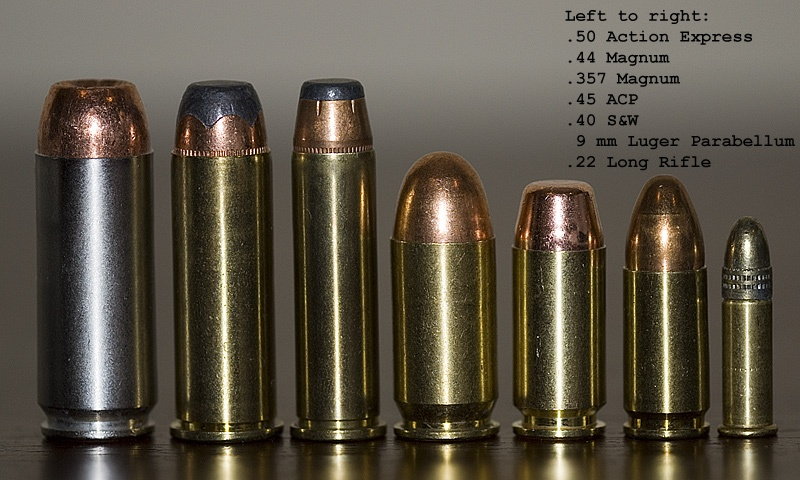
De izquierda a derecha, cartuchos de los calibres .50 Action Express, .44 Magnum, .357 Magnum, .45 ACP, .40 S&W, 9 mm Parabellum, .22 LR.

Basándose en el cartucho para pistola 7,65 mm Parabellum, Luger diseñó el 9 mm Parabellum en la compañía de armas Deutsche Waffen und Munitionsfabriken A.G. (DWM) y presentó una versión de su pistola Luger «Parabellum» al Comité Británico de Armas Pequeñas en 1902. El cartucho 9 mm Parabellum fue creado retirando el cuello de botella del cartucho 7,65 Parabellum. Se presentaron tres prototipos de pistola 9 mm Luger fuero al ejército estadounidense para pruebas en el Arsenal de Springfield (Springfield Armory, por entonces un arsenal estatal, no confundir con la actual empresa privada del mismo nombre) en 1903. El ejército alemán mostró interés en una versión de la pistola en 9 mm Parabellum en 1904. En Estados Unidos el cartucho se hizo conocido por la pistola Luger, por esa razón en ese país y en otros se lo conoce también como «9mm Luger». El diseño original era de bala encamisada (full metal jacket o FMJ), con forma cónica truncada de 8 gramos. En Alemania, la bala fue sustituida por la misma FMJ del mismo peso y de diseño ojival de 1915 a 1916, pero las balas de punta truncada se siguieron usando en Estados Unidos.

### Vaina

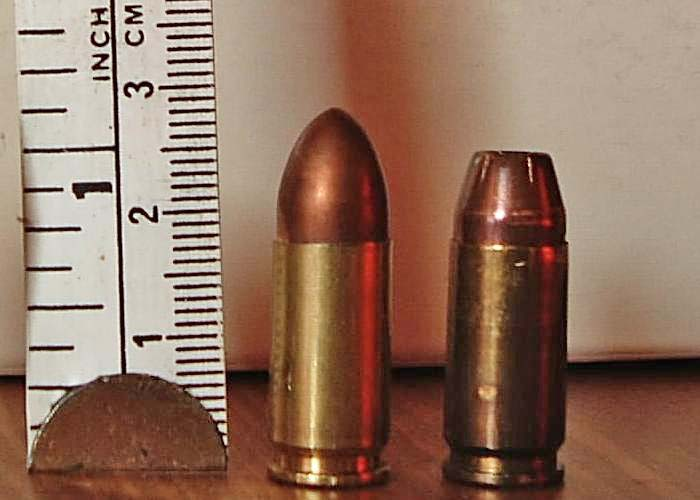
Cartuchos 9 mm Luger de punta redonda y hueca

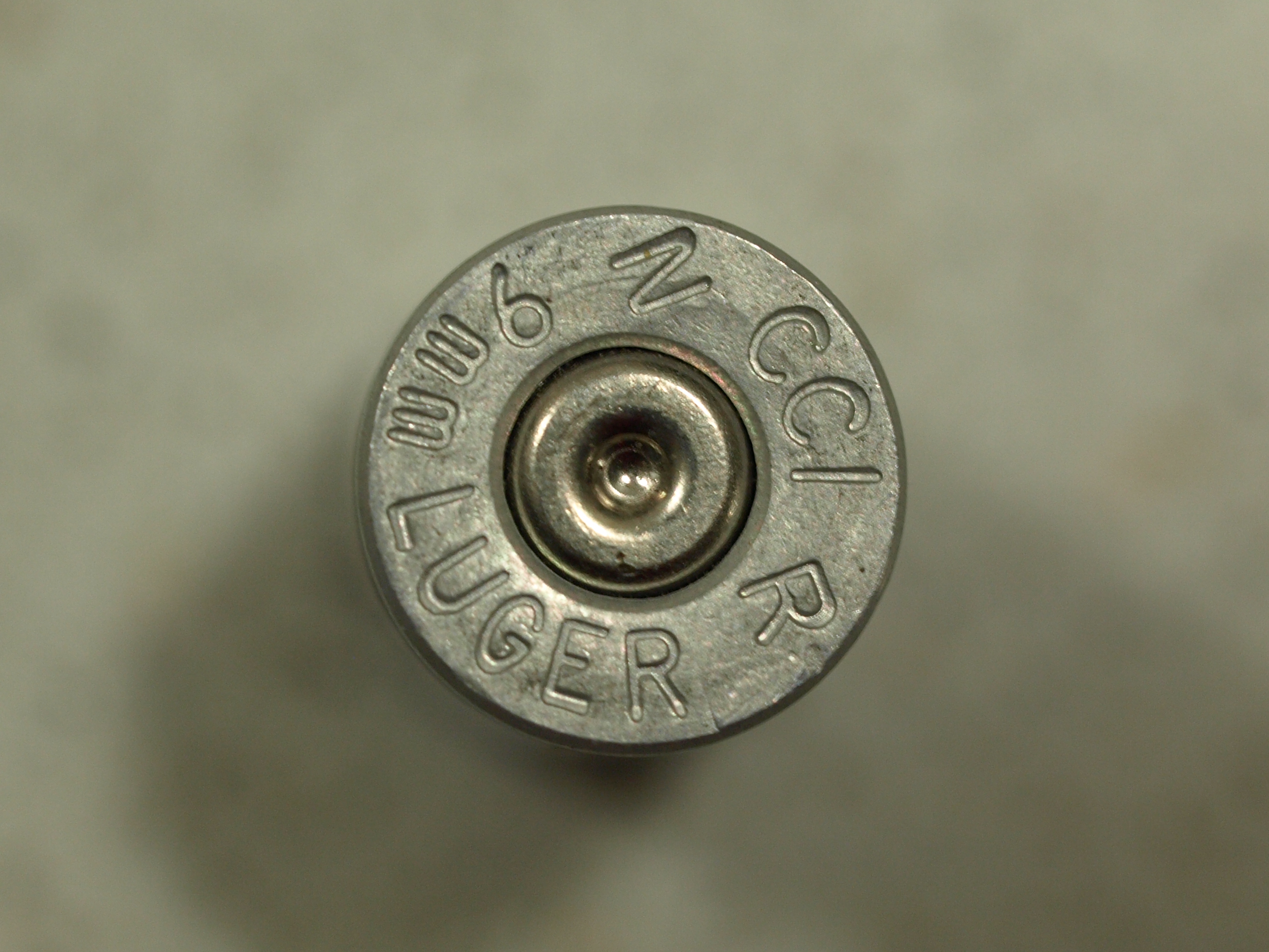
Base del cartucho, con el nombre del modelo e iniciales del fabricante

- Latón: desde 1902, fue el material común. Para su apariencia, durabilidad o identificación de vainas ha sido níquel o cobre pintado.
- Aluminio: las vainas de aluminio se producen desde 1941 en Suiza.
- Acero: varios países han experimentado el uso de acero en las vainas desde la Segunda Guerra Mundial. Su introducción tuvo poco éxito, pero se siguen produciendo y están disponibles en Rusia.
- Otros materiales: en varios países se han utilizado algunos polímeros para fabricar vainas de las 9 mm Parabellum.

## BARCO ammunition
Cartucho de hipervelocidad para uso policial desarrollado por Rudi Basch en Argentina. Una bala de 63 granos a 1803/1810 fps con un cañón Browning HP35 de 5 pulgadas (pistola estándar) Los modelos posteriores de balas de metal dorado de 56 granos registraron 2400 fps en el mismo cañón de pistola de 5" de las pistolas Browning y Glock. Presión determinada por las señales en los fulminantes y vainas, no muestran sobrepresión.  

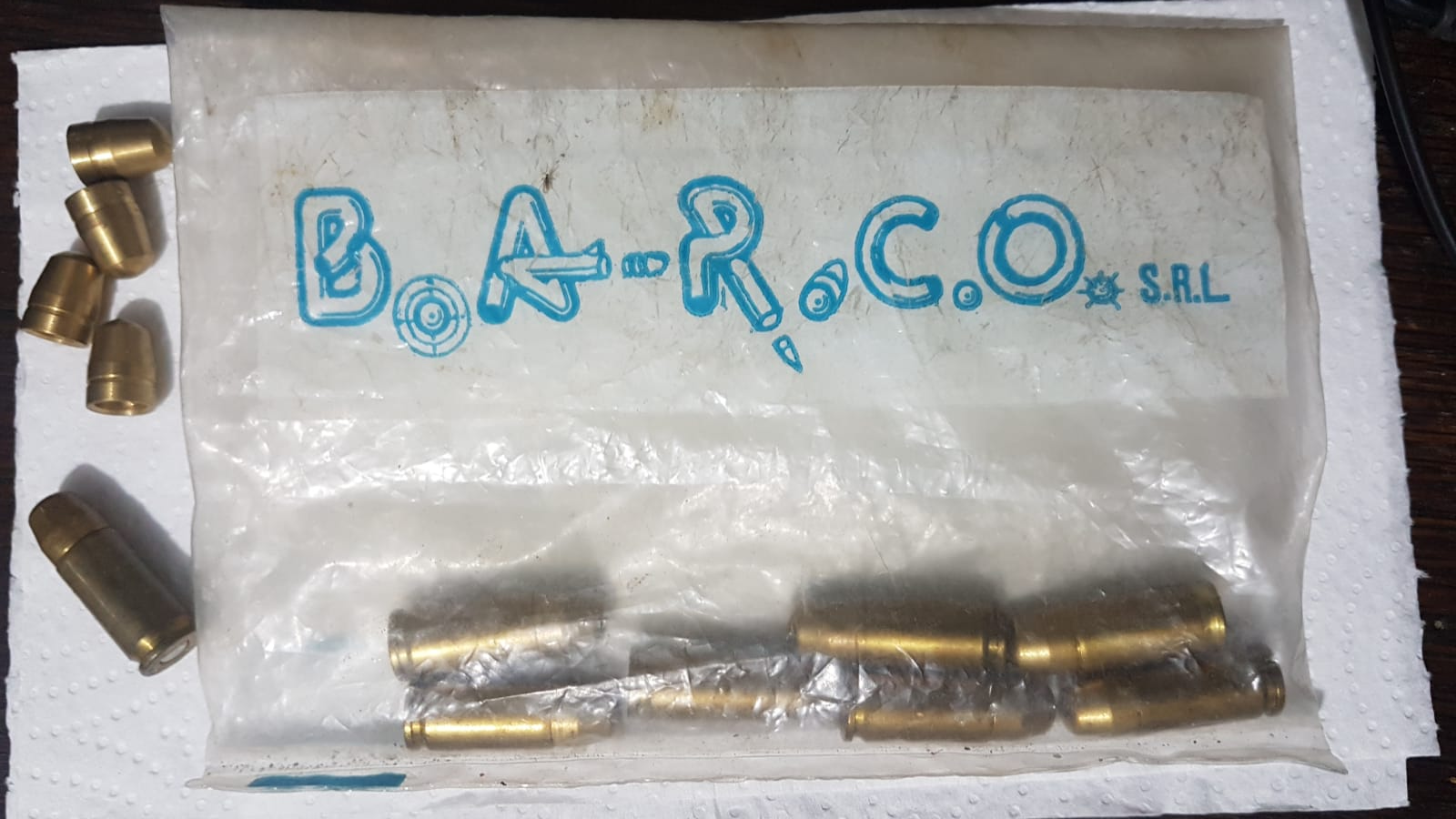